# Филисе, Малиу
Малиу Филисе (англ. Maliu Filise, родился 1 июля 1958 года) — тонганский регбист, выступавший на позиции восьмого.

## Биография
За сборную Тонги дебютировал 28 июня 1986 года матчем в Нукуалофе против Фиджи. Через год сыграл два матча на первом в истории чемпионате мира, проведя матчи против Уэльса (29 мая 1987) и Ирландии (3 июня 1987). Очков не набирал.